# Psorophora longipalpus
Psorophora longipalpus är en tvåvingeart som beskrevs av Lowell Fitz Randolph och O'neill 1944. Psorophora longipalpus ingår i släktet Psorophora och familjen stickmyggor. Inga underarter finns listade i Catalogue of Life.